# John A. Wilson Building
Le John A. Wilson Building, aussi connu localement sous le nom de Wilson Building ou, informellement, de JAWB, est un édifice situé dans le centre-ville de Washington DC qui accueille les bureaux et les chambres du Conseil du district de Columbia et du Maire du District de Columbia. Il est situé au 1350 Pennsylvania Avenue, NW, près du coin sud-est de l'intersection entre l'Avenue et la 14th Street, NW. Le bâtiment a été construit de 1904 à 1908 ; à l'origine, il était appelé District Building. De style néoclassique, comme les autres édifices du Triangle fédéral, il a été construit en marbre blanc sur une base de granit gris.
C'est l'un des bâtiments dans lesquels des otages ont été pris lors du 1977 Hanafi Muslim Siege. En 1994, il a été rebaptisé pour rendre hommage à John A. Wilson, un président du D.C. Council qui s'est suicidé en mai 1993.
En 1995, deux tiers de l'édifice furent loués au Gouvernement fédéral des États-Unis pour une durée de vingt ans ; le bâtiment s'était considérablement détérioré, et le District en faillite ne pouvait plus assurer le paiement de réparations. Toutefois le Congrès des États-Unis approuva un plan de rénovation du bâtiment, et le District put l'utiliser de nouveau dans son intégralité. Durant les travaux, le maire et le conseil déménagèrent dans un bâtiment au 1 Judiciary Square jusqu'en septembre 2001.
En janvier 2005 la statue de Alexander Robey Shepherd (Gouverneur du District of Columbia de 1873 à 1874) fut réinstallée à son emplacement originel en face du Wilson Building, près du coin nord-ouest ; elle avait été déplacée en 1979 lors de la première année du mandat de Marion Barry,,.
En octobre 2006, la DC Commission on the Arts and Humanities ouvrit The City Hall Arts Collection dans le Wilson Building ; plus de 200 œuvres de divers artistes (des moulages en verre de Michael Janis de la Washington Glass School ; un portrait de John A. Wilson par Simmie Knox et des peintures de Felrath Hines (ancien conservateur en chef du Hirshhorn Museum and Sculpture Garden), de Sylvia Snowden et de Mark Cameron Boyd ; des photographies d'Alexandra Silverthorne, de Harlee Little et de Max Hirshfeld ; des sculptures de Jae Ko) du District y sont exposées au public.